# Demotim
Demotim (en grec antic: Δημότιμος, llatí: Dēmotīmus) fou un filòsof de l'antiga Grècia natural d'Atenes que va ser deixeble i amic íntim de Teofrast, qui el va nomenar un dels seus executors testamentaris.